# Северов, Тимофей Петрович
Тимофей Петрович Северов (1923 — 2001) — полковник Советской Армии, участник Великой Отечественной войны, Герой Советского Союза (1943).

## Биография
Родился 10 января 1923 года в деревне Кобыльница Ржевского уезда. В 1932 году семья переехала в г. Туапсе Краснодарского края.Окончил 10 классов средней школы. С 1938 по 1941 годы учился в автодорожном техникуме г. Ростова-на-Дону.
2 декабря 1941 года  был призван в Рабоче-Крестьянскую Красную Армию. В мае 1942 года окончил 1-е Ростовское артиллерийское училище в г. Зеленокумске Ставропольского края. С июля того же года — на фронтах Великой Отечественной войны. В боях 3 раза был ранен.
К осени 1943 года гвардии старший лейтенант Т. П. Северов командовал батареей 206-го гвардейского лёгкого артиллерийского полка 3-й гвардейской лёгкой артиллерийской бригады 1-й гвардейской артиллерийской дивизии прорыва 60-й армии Воронежского фронта. Отличился во время битвы за реку Днепр. Батарея Северова успешно переправилась через Днепр в районе села Страхолесье (ныне — Иванковский район Киевской области Украины) и приняла активное участие в боях за захват и удержание плацдарма на его западном берегу. 5 октября 1943 года в бою артиллеристы Т. П. Северова уничтожили 3 немецких танка. 6 октября 1943 года во время внезапной немецкой контратаки батарея приняла бой, подбив 3 танка, 8 автомашин с пехотой и до роты немецких автоматчиков.
Указом Президиума Верховного Совета СССР от 17 октября 1943 года за «мужество и героизм, проявленные при форсировании реки Днепра и удержании плацдарма на его правом берегу», гвардии старший лейтенант Тимофей Северов был удостоен звания Героя Советского Союза с вручением ордена Ленина и медали «Золотая Звезда» за номером 1904.
После окончания войны продолжил службу в армии. В 1945 году окончил Высшую артиллерийскую школу, в 1950 году — Военную артиллерийскую академию имени Ф. Э. Дзержинского, в 1964 году — Высшие академические курсы. Преподавал в высших военно-учебных заведениях. Уволен в запас в 1971 году в звании полковника. Проживал и работал в                      Санкт-Петербурге. Скончался 2 марта 2001 года, похоронен на Волковском лютеранском кладбище Санкт-Петербурга.

Памятная доска в Ростове

Был награждён орденом Ленина, медалью "Золотая Звезда", орденами Отечественной войны 1-й и 2-й степени, орденом Красной Звезды и рядом медалей.
В г. Ростове-на-Дону ему установлена памятная доска на здании автодорожного колледжа. 20 ноября 2007 МОУ СОШ № 1, в которой он учился до начала войны, было присвоено его имя.